# Lepidozia patens
Lepidozia patens là một loài Rêu trong họ Lepidoziaceae. Loài này được Lindenb. mô tả khoa học đầu tiên năm 1845.